# Fantasía española de Agustín Lara con Javier Solís
Fantasía española de Agustín Lara con Javier Solís es el decimotercer álbum de estudio del cantante ranchero de boleros mexicano Javier Solis. Fue publicado en 1962 por CBS Columbia. Se trata de un disco donde hace un homenaje al también cantante y compositor Agustín Lara. El álbum fue grabado junto con el Mariachi "Nacional" de Arcadio Elías. Forma parte de la lista de los 100 discos que debes tener antes del fin del mundo, publicada en 2012 por Sony Music.

## Lista de canciones

### Lado A
- 1. El organillero - 2:17
- 2. Suerte loca - 2:49
- 3. Novillero - 2:50
- 4. Cuerdas de mi guitarra - 2:53
- 5. Españolerias - 3:01
- 6. Fermín - 2:18

### Lado B
- 7. Valencia - 2:24
- 8. Silverio - 2:23
- 9. Granada - 2:46
- 10. Clavel sevillano - 2:14
- 11. Murcia - 2:00
- 12. Toledo - 3:17